# Канал тональной частоты
Канал тональной частоты (англ. voice frequency circuit) — это совокупность технических средств и среды распространения, обеспечивающая передачу электрических сигналов связи в эффективно передаваемой полосе частот (ЭППЧ) 0,3 — 3,4 кГц. В телефонии и связи часто используется аббревиатура КТЧ. Канал тональной частоты является единицей измерения ёмкости (уплотнения) аналоговых систем передачи (например, K-24, K-60, K-120). В то же время для цифровых систем передачи (например, ИКМ-30, ИКМ-480, ИКМ-1920) единицей измерения ёмкости является основной цифровой канал.
Эффективно передаваемая полоса частот — полоса частот, остаточное затухание на крайних частотах которой отличается от остаточного затухания на частоте 800 Гц не более чем на 1 Нп при максимальной дальности связи, свойственной данной системе.
Ширина ЭППЧ определяет качество телефонной передачи, и возможности использования телефонного канала для передачи других видов связи. В соответствии с международным стандартом для телефонных каналов многоканальной аппаратуры установлена ЭППЧ от 300 до 3400 Гц. При такой полосе обеспечивается высокая степень разборчивости речи, хорошая естественность её звучания и создаются большие возможности для вторичного уплотнения телефонных каналов.

## Режимы работы канала ТЧ
| Режим канала ТЧ | Уровень на входе канала Рвх, дБ/Нп | Уровень на выходе канала Рвых, дБ/Нп | Остаточное затухание аr, дБ/Нп |
| --------------- | ---------------------------------- | ------------------------------------ | ------------------------------ |
| 2ПР ОК          | 0/0                                | −7.0/-0.8                            | +7.0/+0.8                      |
| 2ПР ТР          | −3.5/-0.4                          | −3.5/-0.4                            | 0/0                            |
| 4ПР ОК          | −13/-1.5                           | +4.3/+0.5                            | −17.3/-2.0                     |
| 4ПР ТР          | +4.3/+0.5                          | +4.3/+0.5                            | 0/0                            |

### Назначение режимов
- 2 ПР. ОК — для открытой телефонной связи при отсутствии на телефонном коммутаторе транзитных удлинителей;
- 2 ПР. ТР — для временных транзитных соединений открытых телефонных каналов, а также для оконечной связи при наличии на телефонном коммутаторе транзитных удлинителей;
- 4 ПР ОК — для использования в сетях многоканального тонального телеграфа, закрытой телефонной связи, передачи данных и т. п., а также для транзитных соединений при значительных длинах соединительных линий;
- 4 ПР ТР — для долговременных транзитных соединений.